# NON-STOP THE ALFEE
『NON-STOP THE ALFEE』（ノンストップ・ジ・アルフィー）は、1986年12月21日に発売されたTHE ALFEEのベスト・アルバム。

## 概要
曲間を数秒のInstrumentalを用いて、タイトル通りノンストップでつなげたレコード会社企画盤の一つ。HR/HM調の曲をメインに選曲された。
カセットテープとCDのみの発売。
同日、同企画をおニャン子クラブやメンバーのソロ楽曲で制作した『NON-STOP おニャン子』も発売。

## 収録曲
1. SWEET HARD DREAMER
『FOR YOUR LOVE』収録曲。
2. 鋼鉄の巨人
『THE RENAISSANCE』収録曲。
3. 世にも悲しい男の物語
「風曜日、君をつれて」B面曲。
4. 二人のSEASON
『THE RENAISSANCE』収録曲。
5. 夜明けのLANDING BAHN
『AGES』収録曲。
6. 真夜中を突っ走れ!
『THE RENAISSANCE』収録曲。
7. STARSHIP -光を求めて-
8. SWEAT&TEARS
9. メリーアン
10. ロールオーバー・イエスタデイ
「恋人達のペイヴメント」B面曲。
11. 夢よ急げ
『ALFEE』収録曲。
12. 星空のディスタンス
13. 悲しき墓標
『THE BEST SONGS』収録曲。
14. ROCKDOM -風に吹かれて-

## 関連作品
- NON-STOP おニャン子